# Diocèse de Rockville Centre
Le diocèse de Rockville Centre (Dioecesis Petropolitana in Insula Longa) est un siège de l'Église catholique aux États-Unis, suffragant de l'archidiocèse de New York. En 2022, il comptait environ 1 500 000 baptisés pour 2 923 000 habitants. Il est tenu par John Oliver Barres depuis décembre 2016.

## Territoire

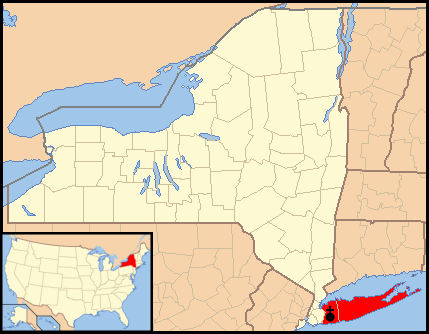
Localisation du diocèse.

Le diocèse comprend les deux comtés de Nassau et de Suffolk dans l'île de Long Island (État de New York).
Le siège épiscopal se trouve à la cathédrale Sainte-Agnès de Rockville Centre. On trouve à Southampton la basilique mineure des Sacrés-Cœurs-de-Jésus-et-Marie.
Le territoire s'étend sur 3 103 km² et il est subdivisé en 132 paroisses (2022).

## Histoire
Le diocèse est érigé le 6 avril 1957 par la bulle Dum hodierni de Pie XII, recevant son territoire du diocèse de Brooklyn.
Le 2 avril 1962, par la lettre apostolique Fortis puellae, le pape Jean XXIII proclame sainte Agnès, vierge et martyre, patronne principale du diocèse.

## Statistiques
Le diocèse comptait en 2017 pour une population de 3 659 000 habitants 1 796 000 baptisés (49,1% du total).
- En 1966, le diocèse comptait 837 113 baptisés pour 2 308 530 habitants (36,3%), servis par 481 prêtres (450 diocésains et 31 réguliers), 118 religieux et 2 420 religieuses dans 123 paroisses.
- En 1980, le diocèse comptait 1 040 571 baptisés pour 2 787 258 habitants (37,3%), servis par 627 prêtres (505 diocésains et 122 réguliers), 50 diacres permanents, 255 religieux et 2 119 religieuses dans 129 paroisses.
- En 2000, le diocèse comptait 1 404 361 baptisés pour 3 008 203 habitants (46,7%), servis par 525 prêtres (451 diocésains et 74 réguliers), 219 diacres permanents, 171 religieux et 1 433 religieuses dans 134 paroisses.
- En 2017, le diocèse comptait 1 796 000 baptisés pour 3 659.000 habitants (49,1%), servis par 478 prêtres (433 diocésains et 45 réguliers), 288 diacres permanents, 109 religieux et 908 religieuses dans 133 paroisses[2].

### Articles liés
- Église catholique aux États-Unis
- Cathédrale Sainte-Agnès de Rockville Centre